# Grabina (Szewo)
Grabina – część wsi Szewo w Polsce położona w województwie kujawsko-pomorskim, w powiecie włocławskim, w gminie Lubień Kujawski.
W latach 1975–1998 Grabina administracyjnie należała do województwa włocławskiego.